# Adam & Eve
Adam & Eve é uma comerciante de produtos para adultos que vende brinquedos sexuais e produz filmes pornográficos, assim como o financiamento de organizações sem fins lucrativos de marketing social que tratem de questões como crescimento populacional, o controle de doenças e educação sexual nos países em desenvolvimento. Em 2006, foi descrita pela Reuters como um dos poucos estúdios que dominam a indústria da pornografia nos Estados Unidos. A empresa é a maior em venda por catálogo na distribuição de preservativos, brinquedos eróticos e filmes pornográficos nos EUA. O fundador Phil Harvey tem sido chamado de "uma das figuras mais influentes na indústria do sexo americano hoje". A sua matriz, PHE, Inc., é a maior empregadora privada em Hillsborough, Carolina do Norte, onde tem sua sede.

## Prêmios
A seguir está uma seleção de grandes prêmios que os filmes da Adam & Eve ganharam:
- 2003: AVN Award – Best Specialty Release, Other Genre por Internal Affairs 5[3]
- 2003: AVN Award – Best Continuing Video Series por Naked Hollywood[3]
- 2004: AVN Award – Best Video Feature por Rawhide[3]
- 2005: AVN Award – Best Specialty Release - Spanking por Nina Hartley's Guide to Spanking[3]
- 2006: AVN Award – Best DVD por Pirates[3]
- 2006: AVN Award – Best Video Feature por Pirates[3]
- 2008: AVN Award – Top Selling Title of the Year – 2007 por Pirates[4]
- 2009: AVN Award – Best Sex Comedy por Not Bewitched XXX[5]